# Fractional Orbital Bombardment System
Fractional Orbital Bombardment System (FOBS) là hệ thống mang/ném đầu đạn hạt nhân theo quỹ đạo thấp của Trái đất. Theo đó, ngay trước khi bước vào pha cuối tiếp cận mục tiêu, hệ thống này sẽ hạ thấp quỹ đạo bay của khoang chứa đầu đạn dựa vào động cơ tên lửa hãm.
Liên Xô lần đầu tiên phát triển hệ thống FOBS mang đầu đạn hạt nhân từ những năm 60s. Nó là một trong số những nỗ lực của Liên Xô để nghiên cứu khả năng tấn công hạt nhân từ không gian vũ trụ. Tháng 8 năm 2021, Cộng hoà nhân dân Trung Hoa cũng tiến hành thử nghiệm FOBS mang theo phương tiện bay dạng tàu lượn siêu vượt âm.
Nguyên lý giống như hệ thống tấn công dựa trên động năng của đầu đạn nhưng FOBS sử dụng đầu đạn hạt nhân, nó có nhiều tính năng kỹ chiến thuật đáng quan tâm: không có giới hạn về tầm bắn, đầu đạn hạt nhân có thể tấn công bất kỳ mục tiêu nào trên đường bay, và nhờ có FOBS mà tên lửa ICBM của Liên Xô có khả năng tấn công Bắc Mỹ thông qua đường bay qua Nam Cực, giúp nó không thể bị phát hiện bởi hệ thống cảnh báo sớm chủ yếu tập trung về hướng Bắc của NORAD.
Quỹ đạo bay của FOBS có độ cao vào khoảng 150 km. Về mặt năng lượng, phương tiện bay mẹ (tên lửa ICBM) phải có khả năng đưa được đầu đạn hạt nhân vào quỹ đạo. Tuy nhiên quỹ đạo bay của đầu đạn chỉ là một đoạn của tổng quỹ đạo bay của tên lửa đạn đạo, không phải duy trì, do đó nó cần ít năng lượng hơn nhiều.

## Phát triển và đưa vào triển khai

### Bối cảnh dẫn đến sự phát triển FOBS
Thuật ngữ FOBS ra đời vào khoảng thời gian Liên Xô phóng vệ tinh nhân tạo Sputnik. Đến đầu những năm 1960s, Liên Xô cho rằng việc theo đuổi việc phát triển một hệ thống như FOBS sẽ là lời đáp trả tương xứng cho việc Mỹ đã và đang có kế hoạch sử dụng không gian vũ trụ để thực hiện các cuộc tấn công hạt nhân Chương trình vũ trụ Vostok thành công đã giúp Liên Xô đưa được phi hành gia đầu tiên lên quỹ đạo và sau đó hạ cánh thành công xuống khu vực đã định trước đã chứng tỏ tính khả thi của một loại vũ khí tương tự.

### Các thiết kế FOBS
Nhà khoa học tên lửa của Liên Xô Sergei Korolev là người đầu tiên đưa ra thiết kế cho loại tên lửa FOBS thế hệ đầu tiên của Liên Xô. Theo đó ông đề nghị phát triển loại tên lửa GR-1; hay còn được gọi là 'Global Missile 1', hay theo như tên gọi của NATO là SS-X-10 Scrag, hay 11A513 (hoặc 8K73) theo định danh của GRAU. Những nghiên cứu của Korolev đã được tiến hành từ ngay năm 1960 và dự án phát triển GR-1 đã được phê duyệt vào ngày 24 tháng 9 năm 1962.
Korolev đưa ý tưởng về tên lửa GR-1 cho Chủ tịch Liên Xô Nikita Khrushchev vào đầu năm 1962. Ngay say đó, Khrushchev đã tuyên bố Liên Xô có khả năng sử dụng tên lửa này cho việc bay vòng qua Bắc và Nam Cực để tấn công mục tiêu, khiến mọi hệ thống cảnh báo sớm và đánh chặn tên lửa không thể phát hiện và phản ứng kịp thời. Các kỹ sư tại phòng thiết kế của Korolev tính toán rằng hệ thống cảnh báo sớm của NATO sẽ có thể phát hiện đầu đạn của GR-1 chỉ 2 phút trước khi đầu đạn đánh trúng mục tiêu.
Tên lửa GR-1 sẽ sử dụng động cơ chính là NK-9 và NK-9V ở tầng 1 và tầng 2 tên lửa. Dù cho động cơ NK-9 và NK-9V đều không được chế tạo bởi đội ngũ thiết kế của Korolev, nhưng động cơ hãm 8D726 được chính phòng thiết kế Korolev chế tạo. Loại động cơ này đã trở thành một phần không thể thiếu trong phát triển tên lửa của Nga, đặc biệt quan trọng trong việc phát triển tầng đẩy mang tải trọng Blok-D trên các tên lửa đẩy N1, Proton, và Zenit.
Tên lửa đạn đạo GR-1 có 3 tầng đẩy với tổng khối lượng là 117 tấn. Nó có chiều dài 35,31 mét, đường kính 2,68 mét và có khả năng mang tải trọng là một đầu đạn hạt nhân đương lượng nổ 2,2 Mt. Tên lửa sử dụng nhiên liệu siêu lạnh, pha trộn giữa RG-1 kerosene và liquid oxygen (LOX).
Hai dự án chế tạo tên lửa FOBS khác cũng được tiến hành vào khoảng cùng thời điểm với việc phát triển tên lửa GR-1.
Đầu tiên là dự án của Vladimir Chelomey, ông đã đề xuất 2 bản thiết kế: một là tên lửa UR-200A (mã định danh của GRAU: 8K83) là một phiên bản của tên lửa ICBM UR-200 của ông, và một thiết kế khác được định danh là GR-2 nhưng dựa trên tên lửa ICBM UR-500 và có đầu đạn với đương lượng nổ lên tới 30 megaton. Thiết kế tên lửa UR-200A đã được lựa chọn để làm cơ sở cho việc phát triển tên lửa GR-2. Nó sử dụng động cơ RD-0202 và RD-0205 cho tầng đẩy thứ nhất và thứ hai, và được trang bị đầu đạn AB-200. Khác với GR-1, tên lửa UR-200 cùng với các phiên bản phát triển từ nó sử dụng chất đẩy có khả năng lưu trữ được, đặc biệt là nitrogen tetroxide và UDMH. Chelomey cùng với các cộng sự đã được bật đèn xanh cho việc phát triển ICBM UR-200 vào ngày 16/3/1961, bắt đầu làm việc trên phiên bản tên lửa UR-200A.
Phương án thiết kế thứ 2 là của nhà thiết kế tên lửa Mikhail Yangel. Ông đề xuất phiên bản tên lửa ICBM R-36O (8K69 hay SS-9 Mod 3 Scarp) làm phương tiện mang FOBS. Phiên bản này được thiết kế dựa trên tên lửa R-36 nổi tiếng cũng do Yangel thiết kế. Phương án thiết kế của ông được lựa chọn để phát triển vào ngày 16/8/1962. Tên lửa có 3 tầng đẩy, với tầng đẩy 1 sử dụng động cơ RD-251 và tầng đẩy 2 sử dụng động cơ RD-252. Tầng đẩy thứ 3 có khả năng giảm quỹ đạo cũng như chứa hệ thống dẫn đường và hệ thống phóng đầu đạn, được Liên Xô gọi là hệ thống OGCh.
Hệ thống máy ngắm trên OGCh sẽ liên tục kiểm tra và hiệu chỉnh quỹ đạo đường đạn tới mục tiêu nhờ vào việc sử dụng nhiều thiết bị khác nhau (ví dụ, máy đo cao radio kết hợp với hệ thống định vị quán tính). Việc hạ độ cao của tên lửa được thực hiện nhờ động cơ RD-854.
Đầu đạn 8F021 của tên lửa R-36O có đương lượng nổ từ 5-20 megaton theo các nguồn của Liên Xô. Tình báo phương Tây cho rằng đương lượng nổ của đầu đạn nhỏ hơn, từ 1-3,5 megaton. Tên lửa có chiều dài 32,6 mét, đường kính 3 mét và khối lượng phóng của tên lửa là 180 tấn. Tên lửa R-36O sử dụng cùng loại chất đẩy hypergolic giống như tên lửa UR-200.

### Lựa chọn thiết kế của Yangel
Năm 1965, giới quân sự Liên Xô đã bắt đầu lựa chọn một trong ba dự án phát triển FOBS. Tên lửa R-36O do tổng công trình sư Yangel phát triển được lựa chọn để phát triển xa hơn. Lý do đằng sau việc lựa chọn thiết kế này đến nay vẫn còn chưa được sáng tỏ. Nhất là khi cả ba loại tên lửa trên đều chưa từng được phóng thử nghiệm. Dù vậy, cũng có một vài lời giải thích cho việc thiết kế của Yangel được lựa chọn. Đã có nhiều sự kiện không tốt đẹp gì xảy ra xung quanh việc phát triển tên lửa GR-1 và UR-200A khiến chúng bị loại.
Đầu tiên phải kể đến việc tên lửa GR-1 của Korolev sử dụng nhiên liệu siêu lạnh, loại nhiên liệu này không thể được chứa trong thân tên lửa trong thời gian dài ở nhiệt độ thông thường, do đó không đáp ứng yêu cầu phản ứng nhanh của quân đội Liên Xô. Ngoài ra động cơ hãm 8D726 của tên lửa GR-1 không hoạt động trong các buổi thử nghiệm, dẫn đến những lo ngại lớn hơn dành cho tên lửa R-9A, một dự án tên lửa ICBM khác của Korolev, tương tự như GR-1. Do đó, giới quân sự buộc phải tìm đến giải pháp thiết kế khác.
Khả năng đánh bại hệ thống phòng thủ tên lửa của Mỹ của tên lửa GR-1 vẫn là dấu hỏi. Bên cạnh đó việc chậm trễ sản xuất động cơ NK-9 (do Phòng thiết kế Kuznetsov thiết kế) của tên lửa GR-1 cũng là vẫn đề lớn. Do những vấn đề trên mà việc phát triển tên lửa bị dừng lại vào tháng 1 năm 1965.
Trong khi đó dự án UR-200A của Chelomey bị mất đi sự ủng hộ của Khrushchev-đồng minh chính trị lớn nhất, sau khi Khrushchev hết nhiệm kỳ vào năm 1964. Giới quân sự Liên Xô dưới thời Brezhnev tỏ ra ít ưu ái hơn nhiều đối với Chelomey và rất nhanh, thiết kế tên lửa R-36O trở thành thiết kế tốt nhất cho sự phát triển hệ thống FOBS. Mất đi sự ủng hộ của người đứng đầu Chính phủ, Chelomey đã không thể cứu vãn dự án tên lửa UR-200A, việc phát triển tên lửa bị ngừng vào năm 1965.

### Thử nghiệm và triển khai
Tại bãi thử nghiệm tên lửa gần Baikonur, Kazakhstan, Liên Xô đã tiến hành thử nghiệm và triển khai R-36O. Người ta tiến hành xây dựng khu vực kiểm tra và cơ sở lắp ráp tên lửa. Trong năm 1965, 2 bệ phóng tên lửa R-36 đã được sửa đổi để phóng được tên lửa R-36O. Ngoài ra, người ta còn xây dựng thêm 18 giếng phóng tên lửa từ giữa những năm 1960s đến năm 1971; với tốc độ cứ 6 silo được xây dựng đồng thời. Những công trình này được xây dựng cách nhau 10–15 km nhằm tránh tổn thất khi bị tên lửa mang đầu đạn hạt nhân tấn công.
Liên Xô ban đầu có kế hoạch thực hiện 19 vụ phóng thử nghiệm R-36O nhưng đã có 24 vụ thử nghiệm diễn ra cho đến năm 1971. 4 vụ phóng thử nghiệm đầu tiên được phóng đi bắn trúng mục tiêu là bãi thử nghiệm trên bán đảo Kamchatka. Các cuộc thử nghiệm khác, tên lửa R-36O được phóng đi từ giếng phóng, bay lên quỹ đạo sau đó tiến hành hạ thấp quỹ đạo bay của tầng tên lửa mang đầu đạn trên khu vực biển Thái Bình Dương, tên lửa hãm tải trọng đầu đạn của tên lửa được kích hoạt bên trên lãnh thổ Liên Xô. Hơn 2000 nhân viên kỹ thuật đã tham gia vào buổi thử nghiệm này. Tổng cộng đã có 6 vụ phóng tên lửa thất bại, những lần khác thành công hoặc thành công một phần.
Các vụ thử nghiệm diễn ra với tên lửa được phóng đi từ giếng phóng. Hai lần phóng đầu tiên, tên lửa được kích hoạt tự huỷ do động cơ của tầng tên lửa thứ 2 được kích hoạt lâu hơn dự kiến, dẫn đến việc tải trọng đầu đạn được đưa lên sai quỹ đạo. Hệ thống radar của NATO sau đó đã ghi nhận được rất nhiều mảnh vỡ của tên lửa khi bị rơi trở lại bầu khí quyển. Trong một vụ thử nghiệm thất bại, các mảnh nhỏ của tên lửa đã rơi xuống khu vực Trung Tây nước Mỹ.
Năm 1967, Liên Xô đã thực hiện thêm 10 vụ thử nghiệm tên lửa R-36O, 9 vụ thử trong số đó đã thành công ở các mức độ khác nhau. Liên Xô đã che giấu các vụ phóng tên lửa R-36O bằng cách tuyên bố những vụ phóng này phục vụ mục đích phóng vệ tinh thương mại lên quỹ đạo.
Ngày 19/11/1968, khoảng một tháng sau vụ phóng thử tên lửa lần thứ 20, Liên Xô đưa tên lửa R-36O vào trong trang bị và bắt đầu triển khai ba nhóm, mỗi nhóm gồm 6 giếng phóng tên lửa. Đến năm 1971, tất cả 18 giếng phóng R-36O đã đi vào hoạt động tại Kazakhstan. Tình báo NATO cho rằng mục tiêu chính của tên lửa ICBM R-36O là Grand Forks Air Force Base nơi triển khai hệ thống phòng thủ chống tên lửa của Mỹ. Tên lửa R-36O không được trang bị đầu đạn hạt nhân cho đến năm 1972.

## Ưu điểm của FOBS
Liên Xô nhận thấy FOBS có nhiều ưu điểm chiến lược so với phương pháp phóng đầu đạn thông thường:
- Hệ thống FOBS có tầm bắn không hạn chế.[3][23][2]
- Hệ thống FOBS cho phép Liên Xô có khả năng tấn công từ mọi hướng.[2][3][23][24] Ví dụ, Liên Xô có thể tấn công Mỹ bằng cách phóng tên lửa qua Bắc Cực hoặc Nam Cực; về mặt kỹ thuật, có thể tiến hành cả 2 cách thức này đồng thời.
- Hệ thống FOBS giúp cho đầu đạn tên lửa ICBM tránh bị phát hiện bởi hệ thống radar cảnh báo sớm. Lợi thế này của FOBS có được nhờ hai yếu tố:(1) tên lửa có khả năng bay đến mục tiêu từ mọi hướng, như đã nói ở trên, và (2) là tên lửa bay ở quỹ đạo rất thấp. Đối với ý thứ nhất, nó dựa trên một thực tế là hệ thống radar cảnh báo sớm của Mỹ vào thời điểm những năm 1960s, 1970 là Ballistic Missile Early Warning System (BMEWS). Hệ thống BMEWS được xây dựng với tiêu chí phát hiện các đầu đạn tên lửa ICBM thâm nhập từ Bắc Cực (nó có ba trạm radar cảnh báo đặt tại Alaska, Greenland, và Vương Quốc Anh the United Kingdom) do đó sẽ không có khả năng phát hiện các đầu đạn tên lửa bắn tới từ phía Nam Cực.[3][25][22][2] Điểm thứ hai là tên lửa có FOBS có khả năng bay sát với bề mặt Trái đất; với điểm cao nhất trên quỹ đạo là 125 dặm (200 km), và điểm thấp nhất trên quỹ đạo là dưới 100 dặm (160 km) trên mực nước biển (xem thêm Củng điểm quỹ đạo).[25][4][23] Hệ thống radar cảnh báo sớm BMEWS của Mỹ được thiết kế chỉ có khả năng phát hiện các đầu đạn tên lửa bay ở độ cao từ vài trăm đến 1000 dặm (1600 km), nó không thể phát hiện các đầu đạn bay ở độ cao quỹ đạo thấp như FOBS.[25][26] Do đó Liên Xô phát triển hệ thống FOBS nhằm hạn chế tối đa khả năng đối phó phòng thủ.[24][26][23]
- Hệ thống FOBS giúp che giấu mục tiêu thực sự của đầu đạn cho đến khi tải trọng chứa đầu đạn bắt đầu tách khỏi quỹ đạo.[25][2] Về lý thuyết, hệ thống FOBS có khả năng duy trì vài vòng quỹ đạo quanh Trái đất, do nó bay ở độ cao thấp nhưng nó có khả năng tách khoang chứa đầu đạn ở bất kỳ điểm nào trên đường bay.[27]
- Thời gian bay của FOBS là ngắn hơn so với ICBM thông thường.[2] Tên lửa ICBM trang bị FOBS có khả năng chạm tới mục tiêu trước khoảng 10 phút so với ICBM thông thường.[25]
- Mục tiêu của việc phát triển FOBS là nhằm vượt qua hệ thống phòng thủ tên lửa của Mỹ.[2]Một mặt, hệ thống FOBS được Liên Xô sử dụng nhằm tăng độ hiệu quả trong răn đe hạt nhân bằng tên lửa ICBM, bằng cách tấn công trước tiên là các hệ thống phòng thủ tên lửa của Mỹ.[17] ICBM trang bị hệ thống FOBS không bị tiêu diệt bởi hệ thống phòng thủ, khi đó, chỉ cần một vài tên lửa mang FOBS cũng có thể đảm bảo đòn tấn công hạt nhân. Cuối năm 1967, các nhà thiết kế vũ khí người Mỹ mới có thể phát triển một hệ thống phòng thủ tên lửa chống lại hệ thống FOBS của Liên Xô.[28][25]

## Ngừng hoạt động
Có hai vấn đề về mặt kỹ thuật của hệ thống FOBS cần phải cân nhắc:
- Tải trọng đầu đạn hạt nhân mà tên lửa ICBM có thể triển khai sẽ bị suy giảm nghiêm trọng do tên lửa cần nhiều năng lượng để đưa vũ khí hạt nhân vào quỹ đạo thấp.[28][29] Theo tin tình báo của Mỹ, hệ thống FOBS chỉ cho phép triển khai đầu đạn hạt nhân có tải trọng bằng 1⁄2 đến 1⁄3 so với ICBM thông thường,[25] và cần phải có hệ thống bảo vệ cách nhiệt, do vận tốc khi đầu đạn hồi quyển lớn hơn bình thường.
- Hệ thống FOBS có độ chính xác kém hơn so với ICBM.[27][28][25] Điều này được rút ra dựa theo chuỗi thử nghiệm tên lửa R-36O trong năm 1965-1971.[29]

Ngoài ra còn nhiều nguyên nhân khác khiến tên lửa trang bị FOBS bị Liên Xô ngừng triển khai:
- Hệ thống FOBS bị cho là đã lạc hậu và không vượt qua được thế hệ radar cảnh báo sớm mới của Mỹ lúc đó, nhất là hệ thống radar cảnh báo sớm đặt trong không gian.[17][29] Người Mỹ bắt đầu triển khai loại radar này vào đầu những năm 1970s. Trong khi FOBS được thiết kế với mục đích vượt qua hệ thống radar cảnh báo sớm đơn giản trên mặt đất như BMEWS chứ không phải các loại radar tiên tiến hơn ra đời sau đó. Tên lửa ICBM FOBS của Liên Xô đã trở nên vô dụng chỉ trong vòng vài năm sau khi nó được đưa vào triển khai, một cuộc tấn công hạt nhân dựa vào hệ thống FOBS giờ đây không còn là vô hình với hệ thống radar phát hiện tên lửa của Mỹ.
- Một lý do chính để Liên Xô phát triển hệ thống FOBS—nó có khả năng chống lại hệ thống phòng thủ tên lửa của Mỹ—bị cho rằng không còn cần thiết nữa. Trái ngược với Liên Xô, người Mỹ không phát triển các hệ thống phòng thủ chống tên lửa cỡ lớn với mục đích đánh chặn đòn tấn công bằng ICBM của Liên Xô.[29] Hệ thống ABM duy nhất mà Mỹ phát triển là Safeguard (ban đầu có tên gọi Sentinel), nhưng sau đó nó đã bị ngừng lại vào năm 1976 và chủ yếu là phòng thủ trước Trung Quốc; hệ thống ABM tỏ ra vô dụng khi đối đầu với bất kỳ cuộc tấn công bằng tên lửa đạn đạo nào của Liên Xô mà không cần đến FOBS.[29][25]
- Công nghệ phát triển tên lửa đạn đạo phóng từ tàu ngầm của Liên Xô đã đạt đến độ phát triển đủ để thay thế hệ thống FOBS, với hàng loạt đặc tính chiến thuật tốt hơn (tàu ngầm có khả năng di chuyển đến sát mục tiêu một cách bí mật), và ra đòn đánh hạt nhân bất ngờ.[29]
- Việc triển khai hệ thống FOBS có thể khiến gia tăng Chạy đua vũ trang trong chiến tranh Lạnh.[29] Một quốc gia khi thấy quốc gia thù địch phát triển hệ thống FOBS, theo logic sẽ cho rằng đó là một bước đi trong đòn tấn công phủ đầu hạt nhân, do đó sẽ phản ứng đáp trả bằng cách gia tăng hoạt động sản xuất vũ khí và có thể cũng sẽ ra đòn tấn công phủ đầu bằng hạt nhân.

Liên Xô bắt đầu loại biên tên lửa mang FOBS vào năm 1982. Các tên lửa ICBM R36-O được rút hoàn toàn khỏi trang bị vào tháng 2 năm 1983. Từ tháng 5 năm 1984, Liên Xô bắt đầu phá bỏ các giếng phóng FOBS.

## Quan điểm của Mỹ
Mỹ đã từng cân nhắc đến việc phát triển vũ khí tấn công từ quỹ đạo vào đầu những năm 1960s nhưng kết luận vào năm 1963 rằng vũ khí phóng từ quỹ đạo có vài ưu điểm hơn tên lửa ICBM truyền thống. Do đó khi Central Intelligence Agency (CIA) vào năm 1962 nghi ngờ Liên Xô có thể phát triển hệ thống vũ khí giống như FOBS, họ đã kết luận Liên Xô cố gắng theo đuổi FOBS vì mục đích chính trị hoặc tuyên truyền, mà không có tính thực tiễn đáng chú ý về quân sự.
Liên Xô thử nghiệm tên lửa R-36O vào năm 1966 và 1967 đã chứng minh cho CIA thấy Moskva hoàn toàn nghiêm túc về việc triển khai tên lửa mang FOBS.
Tại hội nghị diễn ra vào ngày 3/11/1967, Bộ trưởng quốc phòng McNamara tuyên bố Liên Xô có khả năng chế tạo FOBS . Đây là lần đầu tiên thông tin về chương trình phát triển FOBS được đưa ra trước công chúng (dù Khrushchev đã từng nhắc đến loại vũ khí như vậy vào đầu những năm 1960s). McNamara nhấn mạnh việc Liên Xô có FOBS không làm ông quan ngại do những nhược điểm của nó so với ICBM. Giám đốc trung tâm nghiên cứu phòng thủ John S. Foster Jr. phát biểu rằng từ năm 1963 Mỹ đã và đang phát triển mạng lưới radar ngoài đường chân trời có khả năng cảnh báo sớm 30 phút với cuộc tấn công hạt nhân từ FOBS, và những phát triển này vẫn đang được tiếp tục.

## Những phát triển hiện nay
Năm 2021, Bộ trưởng Không quân Mỹ Frank Kendall III tuyên bố rằng People's Liberation Army đang phát triển và thử nghiệm FOBS.

## Link ngoài
- The Soviet Fractional Orbital Bombardment System Program
- Wade, Mark. "OGCh". Encyclopedia Astronautica. Bản gốc lưu trữ ngày 22 tháng 8 năm 2016. Truy cập ngày 21 tháng 4 năm 2019.

1. ↑  The ISS orbits at 400 km.